# Камбонде, Вайклифф
Вайклифф Мату Камбонде (англ. Wycliff Mathou Kambonde; 10 января 1988, Уолфиш-Бей, Намибия) — намибийский футболист, полузащитник. Выступал за сборную Намибии.

## Клубная карьера
Камбонде начал карьеру в клубе «Блю Уотерс». В 2007 году перешёл в южноафриканский клуб «Джомо Космос», за который дебютировал 16 сентября 2007 года. За сезон полузащитник провёл 4 матча, но по итогам сезона 2007/08 его команда заняла 16 место и покинула высший футбольный дивизион ЮАР. Вайклифф остался в клубе и в следующем году стал победителем Первого дивизиона ЮАР.
Летом 2009 Камбонде возвратился в Намибию, в «Блю Уотерс», за который выступал до 2018 года.

## Карьера в сборной
12 января 2008 провёл дебютную игру за сборную Намибии против сборной Сенегала. Камбонде был включён в заявку на Кубок африканских наций 2008 в Гане. На турнире Вайклифф принял участие в одном матче своей сборной против сборной Гвинеи.